# Forum (intresseorganisation)
Forum är en intresseorganisation för civila organisationer med social inriktning i Sverige. Forum har bedrivit sin verksamhet i över 20 år (2019).
Forum arbetar för att påverka politiker i frågor som rör civilsamhället.
Forum driver verksamheterna Volontärbyrån, Techsoup och Ideella jobb.

## Medlemmar

### Ordinarie medlemmar
Ordinarie medlemmar med rösträtt och fullt ansvar:

- Bilda
- Bildningsförbundet Östergötland
- Boost by FC Rosengård
- Brottsofferjouren Sverige
- Civilförsvarsförbundet
- En frisk generation
- Erikshjälpen
- Fritidsforum
- Frivillig väntjänst
- Frälsningsarmén
- Föreningen för Hörselskadade och Döva Barn med Familjer
- Give it Forward
- Giving People
- Göteborgs Föreningscenter
- Hela Människan
- Ibn Rushd Studieförbund
- Individuell Människohjälp
- Initiatives of Change
- IOGT-NTO
- Islamic Relief Sverige
- Arbetsgivarföreningen KFO
- KFUM Sverige
- Lions Clubs International
- LP-verksamhetens Ideella Riksförening
- Föreningen Ordfront
- Riksföreningen Sveriges Stadsmissioner
- Riksorganisationen för kvinnojourer och tjejjourer i Sverige (ROKS)
- RIO – Sveriges folkhögskolor
- Rädda Barnen
- Sensus Studieförbund
- Sociala Missionen
- Svenska kyrkan
- Svenska Röda Korset
- Svensk förening för folkhälsoarbete
- Svenskar och Invandrare Mot Narkotika (SIMON)
- Sveriges makalösa föräldrar
- Synskadades Riksförbund
- Tamam
- Unizon

### Associerade medlemmar
Associerade medlemmar har utan rösträtt och ansvar för föreningens handlingar:
- Norrköpings kommun
- Vision